# Šan-tung
Šan-tung (čínskýmí znaky: 山东; pchin-jinem: Shāndōng) je pobřežní provincie Čínské lidové republiky ve východní Číně. Má rozlohu 157 100 km² a žije v ní téměř 100 miliónů obyvatel. Jedná se o jednu z nejlidnatějších a ekonomicky nejrozvinutějších provincií. Provincie Šan-tung hrála již od počátku čínské civilizace významnou roli a sloužila jako stěžejní kulturní a náboženské místo pro taoismus, čínský buddhismus a konfucianismus. Hlavním městem je subprovinční město Ťi-nan.
Na území provincie se nachází rodiště Konfucia, město Čchü-fu, a posvátná hora Tchaj (Tchaj-šan), která je nejvyšším vrcholem provincie.

## Historie
Novodobá provincie Šan-tung byla vytvořena během dynastie Ming, po mandžuském dobytí Číny a ustanovení dynastie Čching roku 1644 získala své (přibližně) moderní hranice.
V průběhu devatenáctého století byla Čína, a především její pobřežní provincie včetně Šan-tungu, stále více vystavována západnímu vlivu. Roku 1897 se město Čching-tao stalo německou koncesí, podobně se o rok později město Wej-chaj stalo koncesí britskou. Zbytek Šan-tungu byl obecně považován za součást německé sféry vlivu.
Provincie Šan-tung byla jedním prvních míst, kde vypuklo boxerské povstání. Roku 1899 byl guvernérem provincie jmenován generál Jüan Š’-kchaj, aby potlačil povstání; funkci zastával tři roky.
Během první světové války bylo německé Čching-tao okupováno Japonskem, kterému po skončení války dle Versailleské smlouvy také připadlo. Nespokojenost čínské veřejnosti s tímto výsledkem, označovaným jako "Šantungská otázka", následně vedla ke vzniku Hnutí čtvrtého května. Šan-tung se vrátil pod čínskou kontrolu až roku 1922 po mediaci Spojenými státy během Washingtonské konference, roku 1930 se vrátilo i město Wej-chaj.
Během druhé čínsko-japonské války a následně druhé světové války byl Šan-tung okupován Japonskem, a to až do japonské kapitulace v září 1945. Během roku 1945 již některé části Šan-tungu byly ovládány komunistickými silami, přičemž během následujících let postupně získali kontrolu nad provincií. Jednotky Kuomintangu se z provincie stáhly v červnu 1949. V říjnu toho roku byla založena Čínská lidová republika.
V posledních letech se Šan-tung v důsledku značného ekonomického rozvoje stal jednou z nejbohatších provincií Číny.

## Geografie

### Poloha
Provincie Šan-tung se nachází na východním okraji Severočínské roviny a na Šantungském poloostrově. Ze severu provincii omývá Pochajské moře, konkrétně Lajčouský záliv a Pochajský průliv; východní a jižní pobřeží Šan-tungu omývá Žluté moře. Na severozápadě Šan-tung hraničí s provincií Che-pej, na západě s provincií Che-nan, a na jihu s provinciemi An-chuej a Ťiang-su.

### Klima
Šan-tung leží v mírném podnebném pásu, na hranici mezi vlhkým subtropickým podnebím a vlhkým kontinentálním podnebím se střídáním čtyř ročních období. Léta bývají teplá a deštivá, zimy suché a chladné. Průměrné teploty se pohybují mezi −5 až -1 °C v lednu a mezi 24 až 28 °C v červenci.
Roční srážkový úhrn se pohybuje mezi 550 až 950 mm, přičemž většina srážek v důsledku monzunových vlivů nastává v létě.

## Administrativní členění
| Mapa provincie     | #           | Název (čínsky) | Název (čínsky) | Název (čínsky)  | Sídelní městský obvod | Počet obyvatel (2010) |
| Mapa provincie     | #           | český přepis   | znaky          | pchin-jin       | Sídelní městský obvod | Počet obyvatel (2010) |
| ------------------ | ----------- | -------------- | -------------- | --------------- | --------------------- | --------------------- |
|                    |             |                |                |                 |                       |                       |
| Subprovinční město |             |                |                |                 |                       |                       |
| 1                  | Ťi-nan      | 济南市         | Jǐnán Shì      | Š'-čung         | 6 814 000             |                       |
| 2                  | Čching-tao  | 青岛市         | Qīngdǎo Shì    | Š'-nan          | 8 715 100             |                       |
| Městská prefektura |             |                |                |                 |                       |                       |
| 3                  | Pin-čou     | 滨州市         | Bīnzhōu Shì    | Pin-čcheng      | 3 748 500             |                       |
| 4                  | Te-čou      | 德州市         | Dézhōu Shì     | Te-čcheng       | 5 568 200             |                       |
| 5                  | Tung-jing   | 东营市         | Dōngyíng Shì   | Tung-jing       | 2 035 300             |                       |
| 6                  | Che-ce      | 菏泽市         | Hézé Shì       | Mu-tan          | 8 287 800             |                       |
| 7                  | Ťi-ning     | 济宁市         | Jìníng Shì     | Š'-čung         | 8 081 900             |                       |
| 8                  | Laj-wu      | 莱芜市         | Láiwú Shì      | Laj-čcheng      | 1 298 500             |                       |
| 9                  | Liao-čcheng | 聊城市         | Liáochéng Shì  | Tung-čchang-fut | 5 789 900             |                       |
| 10                 | Lin-i       | 临沂市         | Línyí Shì      | Lan-šan         | 10 039 400            |                       |
| 11                 | Ž’-čao      | 日照市         | Rìzhào Shì     | Tung-kang       | 2 801 100             |                       |
| 12                 | Tchaj-an    | 泰安市         | Tài'ān Shì     | Tchaj-šan       | 5 494 200             |                       |
| 13                 | Wej-fang    | 潍坊市         | Wéifāng Shì    | Wej-čcheng      | 9 086 200             |                       |
| 14                 | Wej-chaj    | 威海市         | Wēihǎi Shì     | Chuan-cchuej    | 2 804 800             |                       |
| 15                 | Jen-tchaj   | 烟台市         | Yāntái Shì     | Laj-šan         | 6 968 200             |                       |
| 16                 | Cao-čuang   | 枣庄市         | Zǎozhuāng Shì  | Š'-čung         | 3 729 300             |                       |
| 17                 | C’-po       | 淄博市         | Zībó Shì       | Čang-tien       | 4 530 600             |                       |

## Paleontologické objevy
Především v městském okrese Ču-čcheng je od 50. let 20. století objevováno velké množství zkamenělých pozůstatků dinosaurů zejména z období pozdní křídy (asi před 74 až 66 miliony let). Také jsou zde však objevovány lokality starší, spadající do rané křídy (a tzv. Jeholské bioty). V roce 2008 bylo objeveno zhruba 11 000 fosilních kostí dinosaurů a od té doby byla v této oblasti otevřena nová muzea s paleontologickou tematikou. Název okresu (v angličtině Zhucheng) nese ve svém vědeckém jméně například velký dravý dinosaurus Zhuchengtyrannus magnus nebo ceratopsid Sinoceratops zhuchengensis.